# Цыповка
Цыповка — село в Сурском районе Ульяновской области, входит в состав Хмелёвского сельского поселения.

## География
Находится на реке Большая Сарка на расстоянии примерно 12 километров по прямой на северо-северо-запад от районного центра села Сурское.

## История
Основано в 1552 году, во время пребывания в этих краях Ивана Грозного (в июле — августе 1552 года). Здесь был похоронен молодой боярин Юрий Цыплятев, умерший на этом месте во время похода. Царь повелел назвать это место именем своего любимца. Со временем село стали называть Цыповкой.
В 1780 году, при создании Симбирского наместничества, деревня Цыповка, при речке Саре, помещичьих крестьян, вошла в состав Алатырского уезда.
В 1859 году сельцо Цыповка во 2-м стане Алатырского уезда Симбирской губернии.
В XIX веке село было помещичьим, к 1866 владельцем был помещик Оболенский. В 1913 году в селе было дворов 100, жителей 631, церковь. В советские годы работал колхоз «Дружба».

## Население
Население составляло 54 человека в 2002 году (русские 96 %), 23 по переписи 2010 года.